# Valori plastici
Pour les articles homonymes, voir Valori (homonymie).
Valori plastici est une revue artistique italienne fondée à Rome, en novembre 1918, par Mario et Edita Broglio avec un programme de « retour à l’art classique » qui deviendra assez rapidement un véritable « retour à l’ordre ».
La revue réunit des peintres figuratifs, comme Armando Spadini  et Carlo Socrate, les frères Giorgio De Chirico et Alberto Savinio, ainsi que des « rescapés » du futurisme, tels Carlo Carrà et Ardengo Soffici, qui s’éloignent alors de plus en plus de toute idée d’avant-garde. Le programme qui les réunit vise une nouvelle institutionnalisation aristocratique et spiritualiste de l’art. Comme l’écrit Carrà dans l’éditorial du premier numéro, il s’agit de retrouver « la rigueur de la peinture » en réaffirmant une conception de l’art comme expérience de l’Italie et de sa tradition. Ainsi, contre l’activisme révolutionnaire et la mythologie avant-gardiste du futurisme, la revue prône une discipline idéaliste axée sur les seules « valeurs plastiques ». Les instances néoclassicistes développées par la revue, qui cesse de paraître avant l’instauration du régime fasciste, aboutiront ensuite au mouvement du Novecento animé par Margherita Sarfatti — seuls Carrà et Soffici suivront ce mouvement, au point d'en embrasser la doctrine ultranationaliste jusqu'en 1944.
La revue est sortie de 1918 à 1921 en Italie et elle a également connu une « édition pour l’étranger », publiée en langue française, qui a paru de 1920 à 1921. La maison d'édition poursuivit son activité : Hélène d'Oettingen y publia en 1924 deux monographies sur des peintres.
Tout au long de sa vie Edita Broglio lutte à ce que Valori plastici ne soit pas perçu comme un magazine réactionnaire.